# Madison County, Mississippi
Madison County är ett administrativt område i delstaten Mississippi, USA, med 95 203 invånare. Den administrativa huvudorten (county seat) är Canton.

## Geografi
Enligt United States Census Bureau har countyt en total area på 1 922 km². 1 858 km² av den arean är land och 64 km² är vatten.

### Angränsande countyn
- Attala County - nord
- Leake County - öst
- Scott County - sydost
- Rankin County - syd
- Hinds County - sydväst
- Yazoo County - väst